# CNH Industrial
CNH Industrial N.V. ontstond op 29 september 2013 na de fusie van CNH Global N.V. en Fiat Industrial S.p.A. Het internationale bedrijf maakt machines voor de agrarische sector, de bouw- en transportsector. CNH Industrial zetelt wegens fiscale redenen in Nederland. In 2022 werden de activiteiten terug opgesplitst. De afdeling vrachtwagens en bussen ging verder als Iveco Group.
Bij het bedrijf werken ongeveer 64.000 medewerkers verdeeld over 66 productielocaties in 44 landen. De producten worden verkocht in 180 landen. De belangrijkste afzetmarkt is Europa waar ongeveer de helft van de omzet wordt behaald. Ongeveer een kwart van de verkopen wordt gerealiseerd in de regio Noord-Amerika en de rest in Zuid-Amerika en het Verre Oosten. Het geeft per jaar ongeveer 1 miljard euro uit aan R&D, dit is ongeveer 4% van de omzet. Na de splitsing telt CNH Industrial zo'n 37.000 medewerkers.

## Historiek

### Samengaan
In 1999 ontstond CNH Global N.V. door het samen gaan van New Holland en Case IH. Deze laatste was al een samengaan van drie tractorfabrikanten Case, David Brown en de landbouwdivisie van International Harvester (IH).
Op 29 september 2013 werd de fusie van Fiat Industrial S.p.A. en CNH Global N.V. afgerond. In 2014 bereikte de combinatie een omzet van US$33 miljard.

### Splitsing
In september 2019 maakte het bedrijf bekend de activiteiten te gaan opsplitsen. De vrachtwagen-, bus- en aandrijflijnbedrijfsonderdelen gaan separaat verder. Onder de ‘On-Highway’-activiteiten vallen de merken Iveco, Iveco Bus, Heuliez Bus en FPT Industrial. De nieuwe naam wordt Iveco Group. De agrarische, bouwgerelateerde en speciale voertuigen, volgens CNH de ‘Off-Highway’-activiteiten, meer de merken Steyr, New Holland, Case, Magirus en Astra, gaan als zelfstandige eenheid onder de CNH Industrial naam verder. Zou deze tweedeling in 2018 al hebben bestaan dan had Off-Highway een omzet van 15,6 miljard euro, waarvan 75% gerelateerd aan de landbouwsector. Het in de toekomst beursgenoteerde bedrijf On-Highway zou een jaaromzet van 13,1 miljard euro hebben behaald.
Op 3 januari 2022 werd de splitsing van de twee bedrijven afgerond. De twee beursgenoteerde bedrijven gaan zelfstandig verder als CNH Industrial N.V. en Iveco Group N.V.

## Eigenaarschap
De belangrijkste aandeelhouder van CNH Industrial is Exor met 27% van de gewone aandelen en 42% van het stemrecht. Exor is een beleggingsmaatschappij van de familie Agnelli. De aandelen van het bedrijf staan genoteerd op de New York Stock Exchange en Borsa Italiana.

## Klanten
De voertuigen en materieel van CNH worden vooral gekocht door gebruikers in de agrarische sector, de transport- en bouwsector. Verder levert het bedrijf onderdelen aan andere fabrikanten van vrachtwagens en schepen. 
Agrarische marktDeze afdeling maakt voertuigen en materieel voor de agrarische sector, maar ze worden ook in andere sectoren afgezet. Op de agrarische markt is CNH de tweede speler na Deere & Company (bekend van het merk John Deere).
TransportIveco (van Industrial VEhicle COrporation) is een producent van vrachtauto's en autobussen.
BouwsectorZowel Case IH als New Holland hadden voor de overname al een divisie voor machines die gebruikt worden in de bouw. Samen zijn de drie merken van CNH goed voor de derde plaats, na Caterpillar Inc en Komatsu.
AandrijflijnenDit bedrijfsonderdeel fabriceert motoren, versnellingsbakken en assen voor de eigen bedrijven en externe klanten.
FinancieringCNH Financial Services biedt diverse betalingsmogelijkheden aan voor klanten van het bedrijf.

## Merken

### CNH Industrial
- Agrarische
  - Case IH
  - Steyr (alleen in Europa)
  - New Holland

- Bouw
  - CASE CE
  - New Holland Construction

### Iveco Group
- Bedrijfsvoertuigen
  - Iveco
  - Magirus

- Bussen
  - Iveco Bus
  - Heuliez Bus
  - FPT (Fiat Powertrain Technologies)

## Merken uit het verleden
Doordat zowel New Holland als Case IH ook beide bedrijven waren die door fusies en/of overnames zijn ontstaan, zijn de volgende merken opgegaan in het huidige bedrijf.
- Braud
- Case (rood)
- Claeys
- David Brown
- Fiatagri

- Flexicoil
- Ford (tractor)
- International Harvester (rood)
- McCormick (rood)
- Steiger